# بوتو شائع
البوتو الشائع (الاسم العلمي: Nyctibius griseus)، هو نوع من الطيور يتبع فصيلة بوتو ضمن رتبة السبديات.